# Farah Antoun
Pour les articles homonymes, voir Antoun.
Farah Antoun (ou Farah Antun, en arabe : فرح أنطون, Faraḥ Anṭūn ; 1874-1922) est un écrivain libanais.
Il fait partie des intellectuels syro-Libanais d'Égypte, appelés Chawam Masr, groupe social connu pour avoir apporté une contribution importante au mouvement culturel de la Nahda.

## Biographie
Il quitte sa ville natale, Tripoli, en 1897 pour l'Égypte, avec sa sœur, Rose Antoun. Il créa à Alexandrie deux ans plus tard la revue al-Jâmi al-'uthmâniya, à laquelle collabore sa sœur. Dans cette revue, il fait connaître au public arabe de grands penseurs et philosophes occidentaux, comme Renan dont il a traduit le livre La Vie de Jésus.
Intellectuel laïciste, il a été influencé dans ses idées par des réformistes européens comme Rousseau, Voltaire et Montesquieu. Antoun estime que la science prendrait la place de la religion le jour ou l'humanité parviendrait à un certain stade de maturité.
Partisan de la tolérance religieuse, il s'attache à la personne humaine indépendamment de sa religion, de sa couleur ou de sa race. Il pensait que les États modernes ne devaient plus être fondés sur le seul critère religieux, mais aussi sur l'unité nationale, la science et la philosophie.
En contradiction avec les réformistes musulmans, il entre en conflit avec son ami, Mohamed Abduh ce qui met fin à leurs relations amicales, ainsi qu'avec Rachid Rida avec qui il était venu du Liban.
Il compose un roman, al-Dîn wa l-'ilm wa l-mâl aw al-mudun al-thalâth (Religion, Science et Fortune ou le livre des trois cités) publié en 1903. Dans cette allégorie à portée philosophique, il parle de la vie de Cheikh Suleyman qui fonde trois cités imaginaires, "Science", "Religion" et "Fortune". Dans ces villes, l'anarchie règne, résultat de conflits entre leurs habitants, le cheikh décide alors de les reconstruire sur une base d'entente et de fraternité.